# Île Pariseau
L'île Pariseau est une petite île située dans la rivière des Prairies en face des îles Bizard et de Montréal. Elle fait partie des Îles-Laval dans l'archipel d'Hochelaga. Administrativement, les Îles-Laval ont été intégrées à Laval en 1965.

## Annexe